# António Lino Neto
António Correia Lino Leitão Neto (Mação, Mação, 30 de janeiro de 1873 — Lisboa, 16 de novembro de 1961) foi professor catedrático de Economia Política e Direito Administrativo, a partir de 1908, Presidente do Centro Católico Português (CCP) de 1919 a 1934, deputado centrista em 1918 e de 1922 a 1926, Presidente interino da câmara dos deputados em 1918, director do jornal "A União" de 1920 a 1934.

## Biografia
O dirigente católico nasceu a 30 de Janeiro de 1873 em Mação, concelho de Mação, distrito de Santarém e diocese de Portalegre, numa família que pertencia à elite política e administrativa local, filho de António Lino Leitão Neto e de sua mulher Rosa Correia Lino, e irmão mais velho de Perpétua, Eugénia e José (1880 - 1922).
Frequenta o seminário de Portalegre, onde se forma em Teologia. Muda-se com a mãe e os irmãos para Coimbra, onde dá aulas num colégio e se matricula na Faculdade de Direito da Universidade de Coimbra, prosseguindo os estudos em Direito. Licencia-se em 1899.
No ano em que se licenciou, foi nomeado, mediante concurso de provas públicas, para secretário geral do Governo Civil do Distrito de Beja e publica Princípios Novos da Ciência Criminal. Em 1900 pede transferência para Portalegre, onde desempenha funções de secretário geral do Governo Civil, exerce advocacia e colabora regularmente no Distrito de Portalegre, jornal dirigido por Frederico Laranjo, relevante teórico de economia política e político do Partido Progressista, ao qual Lino Netto também adere.
Em 1901 Lino Neto casa com Maria Matilde da Cruz Antunes de Mendonça (Lisboa, 24 de Novembro de 1878 - Lisboa, 10 de Outubro de 1963), filha de Francisco Antunes de Mendonça (Oleiros, Álvaro, 1842 - ?) e de sua mulher (Lisboa, Madalena, 26 de Abril de 1874) Gertrudes Magna da Nazaré Salvador, neta paterna de Manuel Antunes de Mendonça (Oleiros, Álvaro, c. 1820 - ?) e de sua mulher Ana Jacinta (Oleiros, Oleiros - ?) e bisneta de João Antunes e de sua mulher Maria Teodora de Mendonça.
Quatro anos depois estreia-se como agente do Ministério Público, em audiência geral na comarca de Abrantes. Em 1908 vem viver para Lisboa com a família. A oportunidade de fazer carreira académica na capital surge com a abertura de um concurso no Instituto Industrial e Comercial de Lisboa, que António ganha, tomando posse da cátedra de Economia Política e Direito Administrativo. A tese vencedora do concurso é publicada em livro com o título "A Questão Agrária". O autor define-a como um «contributo para a renascença política». "A Questão Agrária" valoriza o desenvolvimento da agricultura como pedra angular do desenvolvimento económico e da solução dos problemas demográficos.
Acumula a docência universitária com a militância católica e o exercício da advocacia. É um dos advogados a acompanhar o famoso caso de Barbacena, publicando dois opúsculos sobre o assunto. Como militante católico, Lino Netto participa, durante os últimos anos da monarquia constitucional, nos congressos das Agremiações Populares Católicas (APC). Intervém, como orador, no III Congresso das APC, em 1908, e no IV Congresso, realizado em 1909, em que fala sobre a «cristianização do país». Integra, juntamente com o arcebispo de Mitilene, D. José Alves de Matos, Alberto Pinheiro Torres e Carlos Pinto Coelho, a comissão organizadora do V e último congresso das APC, realizado em Junho de 1910, em Lisboa.
Em 1911, Lino Netto apresenta-se como candidato ao concurso para a cadeira de Economia Política da Escola Politécnica de Lisboa, tendo como adversários Afonso Costa, líder do Partido Democrático e ministro da Justiça em exercício, e António de Sousa Horta Sarmento Osório. Afonso Costa vence o concurso. Lino Netto, cujas provas académicas são aprovadas por mérito absoluto, sai prestigiado da contenda. O seu trabalho é publicado em livro com o título "A Questão Administrativa" (O Municipalismo em Portugal).
Durante a I Grande Guerra integra, de 1916 a 1918, a Comissão para a Assistência Religiosa em Campanha, como vogal. É eleito vereador da Câmara Municipal de Lisboa a 19 de Novembro de 1917, ficando com o pelouro das subsistências, criado pelo recém-eleito Presidente da Câmara Municipal, Carlos da Maia. A 28 de Abril de 1918 é um dos quatro deputados eleitos pelo Centro Católico Português, juntamente com Alberto Pinheiro Torres, Francisco Veloso e Alberto Dinis da Fonseca. António Lino Netto é eleito 2.º vice-presidente do parlamento e para integrar diversas comissões: a das colónias, a dos orçamentos e a revisora da Constituição da República Portuguesa. Em Dezembro de 1918 torna-se o Presidente interino da câmara dos deputados. Este breve período ficará na memória das elites católicas como o de uma reaproximação entre Estado e Igreja que se reflecte no reatamento das relações diplomáticas entre a República e a Santa Sé a 10 de Julho.
Após o assassinato de Sidónio Pais, a 14 de Dezembro, desfaz-se a heterogénea e instável base de apoio da «República Nova». Parte dos militantes do Centro Católico Português envolvem-se na efémera «Monarquia do Norte», que durará de 19 de Janeiro a 13 de Fevereiro de 1919. O seu fracasso é acompanhado de retaliações contra os católicos. Nas eleições de 11 de Maio de 1919 o CCP perde três deputados. Na Conferência dos Prelados Portugueses do Continente, realizada em Maio, os bispos procuram reestruturar o Centro Católico centralizando a sua direcção em Lisboa e afirmando expressamente o respeito aos poderes constituídos. É neste contexto que António é convidado para Presidente do CCP pelo Cardeal-Patriarca, condição que ele considera indispensável para aceitar o convite. Por inerência do cargo, ele torna-se director do jornal "A União", que publica o primeiro número a 19 de Janeiro de 1920.
O primeiro teste eleitoral da nova direcção do CCP é a participação nas eleições para a 5.ª legislatura, a 10 de Julho de 1921. São eleitos Oliveira Salazar e José Maria Braga da Cruz, como deputados, e Fonseca Garcia e o cónego Dias de Andrade, como senadores. A «noite sangrenta» de 19 de Outubro de 1921 levará à dissolução do parlamento e à convocação de novas eleições para 29 de Janeiro de 1922, nas quais o Centro Católico aumenta a sua representação, elegendo os deputados Lino Netto, Joaquim Dinis da Fonseca e Juvenal de Araújo, além dos senadores Cunha Barbosa e cónego Dias de Andrade.
Como líder parlamentar do CCP, a prioridade de António Lino Netto é obter a satisfação de «reivindicações máximas», revendo a Lei de Separação entre Estado e Igreja num sentido mais favorável à Igreja Católica. Designa de «reivindicações específicas» um conjunto de propostas para resolver os problemas económicos e financeiros, nomeadamente o défice orçamental, pela redução da despesa. Sublinha que os valores patrióticos são comuns a católicos e laicos.
A afirmação do primado dos interesses da Igreja Católica face à questão do regime é apoiada por um Oliveira Salazar pré-poder, que se afirma no II Congresso do CCP, em 1922, como importante ideólogo centrista. Ele não conseguirá evitar a tensão com católicos que entendem não dever sacrificar por causa da militância católica as suas convicções monárquicas e o seu empenho na restauração monárquica. 
Após a instauração da Ditadura Militar, em 1926, cessam as actividades parlamentares do Centro Católico Português e de todas as outras forças políticas e sociais representadas no parlamento. António continua, como dirigente católico a empenhar-se na revisão da ordem jurídica num sentido favorável a uma maior influência da Igreja Católica na sociedade portuguesa. A partir de 1930 o Centro Católico Português vai sendo desactivado. Em 1934, invocando a doutrina do Papa Pio XI de que os católicos não devem intervir na sociedade agremiados como tais numa força política, mas na Acção Católica, Lino Netto demite-se de presidente do CCP. Concentra-se então no exercício da advocacia e na vida académica, publicando diversas conferências e o livro "Princípios de Economia Política", em 1936. É vice-reitor da Universidade Técnica de Lisboa entre 1938 e 1943. Deixa de exercer advocacia no final de 1940. Jubila-se como professor catedrático da Universidade Técnica de Lisboa em 1942.

## Cargos desempenhados
- Professor Catedrático de Economia Política e Direito Administrativo no Instituto Superior Técnico e no Instituto Superior de Ciências Económicas
- Director do Instituto Superior de Ciências Económicas e Financeiras
- Vice-Reitor da Universidade Técnica de Lisboa
- Advogado em Portalegre e em Lisboa
- Director do Montepio Geral
- Presidente do Instituto Profissional Feminino
- Director do Sanatório de Santana da Parede
- Vogal da Comissão Nacional da Assistência Religiosa em Campanha
- Director do Hospício da Princessa D. Maria Amélia do Funchal
- Presidente da Associação dos Regantes dos Campos de Alvega
- Vereador, por duas vezes, da Câmara Municipal de Lisboa
- Deputado Católico por Portalegre e por Braga
- Presidente Interino da Câmara dos Deputados
- Presidente do Centro Católico Português
- Líder dos Deputados Católicos até 1926
- Sócio do Instituto de Coimbra e da Academia das Ciências de Lisboa
- Presidente da Comissão Económica da Sociedade de Geografia de Lisboa

## Grã-Cruz de São Gregório Magno
Foi agraciado com a mais alta condecoração civil da Santa Sé, a Grã-Cruz de Cavaleiro de 1.ª Classe da Pontifícia Ordem de São Gregório Magno. As respectivas insígnias foram-lhe entregues pelo Sr. Cardeal Patriarca D. António Mendes Bello em nome de todos os Bispos de Portugal, «em reconhecimento dos altos serviços prestados à Igreja».

## Livros e outras publicações
- "História dos Juízes Ordinários e de Paz", Coimbra, 1898
- "Análise e Crítica do Novo Código de Posturas do Concelho de Abrantes", Abrantes, 1902
- "Estudos de Renascença Nacional", I volume: "A Questão Agrária", Porto, 1908
- "A Pátria Portuguesa", Lisboa, 1909
- "Estudos de Renascença Nacional", II volume: "A Questão Administrativa, o Municipalismo em Portugal", Lisboa, 1911
- "Adam Smith, Fundador da Economia Política", Lisboa, 1906
- "A Restauração de 1640, a Mocidade Portuguesa e o Renascimento da Pátria", Lisboa, 1938
- "A Indústria dos Lacticínios e a Questão Agrária", Lisboa, 1939
- "O Quinhão Económico da Vida", Lisboa, 1941
- "As Funções do Trabalho na Ordem Económica", Lisboa, 1941

Colaborou nos seguintes jornais:
- Diário "A Liberdade", Porto, 1914
- "Distrito de Portalegre", Portalegre, 1902-1907
- Revista "A União", Lisboa, 1919-1934